# Потанино (Челябинская область)
Потанино — бывший посёлок городского типа в Челябинской области России, в составе города Копейска.

## География
Расположен на северо-восточном берегу озера Шелюгино. К северу от посёлка располагаются озёра Второе и Третье.

## История
Основан в 1886 году как посёлок при станции при строительстве Транссибирской магистрали. Назван в честь купца-подрядчика Потанина участвовавшего в строительстве.
В годы Великой Отечественной войны в посёлке находился Потанинский лагерь № 68 УНКВД по Челябинской области для интернированных военнопленных иностранных армии.
Решением облисполкома от 27.05.1958 г. посёлок Потанино был включен в состав города Копейска. В 2004 вошёл в черту города Копейска.

## Население
| 1989 | 2002  |
| ---- | ----- |
| 6576 | ↗8781 |

## Инфраструктура
Экономика
Завод строительных материалов «Полистром», пищевая промышленность.
Путевое хозяйство Челябинского региона ЮУЖД.

## Транспорт
В посёлке располагается одноимённая железнодорожная станция на линиях Челябинск — Курган и Межозёрная — Потанино.
В посёлок идут маршруты Копейского городского автобуса.